# سيريال (ألبرتا)
سيريال (بالإنجليزية: Cereal, Alberta)‏ هي قرية تقع في كندا في ألبرتا. يقدر عدد سكانها بـ 134 نسمة ومساحتها 0.95 كم2 وترتفع عن سطح البحر 765 متر.